# E-Kontrabass

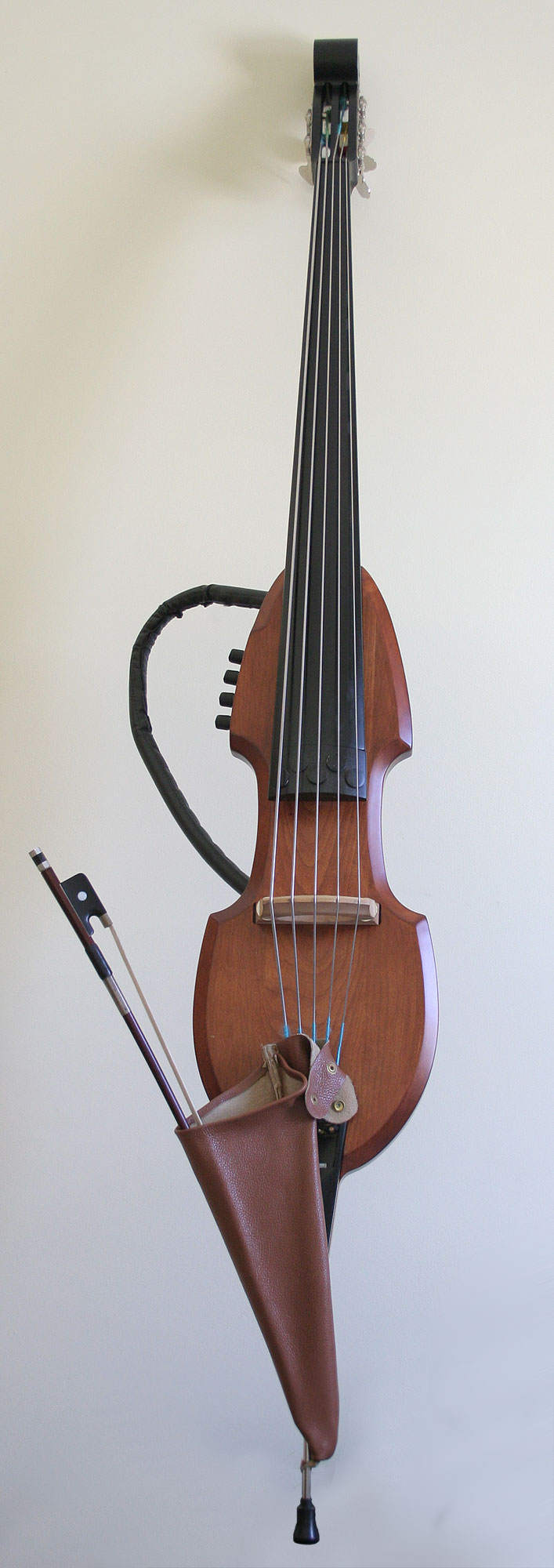
5-saitiger E-Kontrabass Aria SWB 02/5

Beim E-Kontrabass, Electric Upright Bass (EUB) oder Standbass handelt es sich um einen E-Bass mit der Mensur (1/2, 3/4, 4/4) eines Kontrabasses. Die Konstruktion erlaubt es, mit der gewohnten Saitenlänge eines Kontrabasses ohne einen Korpus zu spielen, um unter anderem Transportprobleme zu vermeiden. Da der EUB zumeist lediglich aus einem verlängerten Fuß und dem Hals einschließlich Saiten, Steg, und so weiter besteht, erfolgt eine Tonabnahme und -verstärkung piezokeramisch oder elektromagnetisch über einen Verstärker mit Box.
Es wurden seit den 1960er Jahren unterschiedliche EUBs mit kleinen Klangkörpern unter dem Steg, Mini-Korpus oder E-Bass-artige EUBs gefertigt.
Es gibt auch E-Kontrabass-Modelle mit einem gegenüber einem Kontrabass verkleinerten Korpus. Auch diese benötigen beim Spiel in Orchester oder Band eine Tonabnahme und -verstärkung. Zu Übungszwecken reicht ihre Lautstärke jedoch häufig aus. Vorteilhaft ist ihr verhältnismäßig leiser Ton beim Üben in Etagenwohnungen oder Hotelzimmern.